# 540년

## 연호
- 남량(南梁) 대동(大同) 6년
- 동위(東魏) 흥화(興和) 2년
- 서위(西魏) 대통(大統) 6년
- 신라(新羅) 건원(建元) 5년

## 기년
- 남량(南梁) 무제(武帝) 39년
- 동위(東魏) 효정제(孝靜帝) 7년
- 서위(西魏) 경문제(景文帝) 6년
- 신라(新羅) 법흥왕(法興王) 27년 / 진흥왕(眞興王) 원년
- 고구려(高句麗) 안원왕(安原王) 10년
- 백제(百濟) 성왕(聖王) 18년

## 사건
- 동고트 왕국의 수도 라벤나가 동로마 제국의 장군, 벨리사리우스에게 점령되고, 국왕 비티게스가 콘스탄티노폴리스로 압송되다.
- 동고트 왕국의 일디바드가 비티게스의 뒤를 이어 5대 국왕이 되다.
- 6월 - 사산조 페르시아의 국왕, 호스로우 1세가 동로마 제국의 안티옥을 점령하다.
- 신라, 법흥왕이 사망하고 진흥왕이 왕의 자리에 오름.

## 탄생
- 교황 그레고리오 1세, 64대 로마 교황.
- 교황 보니파시오 3세, 66대 로마 교황.

## 사망
- 신라(新羅)의 23대 국왕(國王) 법흥왕(法興王)